# فانیمیشن
گروه جهانی فانیمیشن (به انگلیسی: Funimation Global Group, LLC) یک شرکت سرگرمی آمریکایی است که در زمینه دوبله و توزیع سینمای آسیای شرقی، از جمله انیمه تخصص دارد. این شرکت در فلاور ماوند، تگزاس مستقر است و یکی از توزیع کنندگان اصلی انیمیشن و سایر رسانه‌های سرگرمی خارجی در آمریکای شمالی محسوب می‌شود. این شرکت مجموعه‌های محبوب انیمه مانند دراگون بال، وان پیس، یو یو هاکوشو، آکادمی قهرمان من، حمله به تایتان، فری تیل، شبدر سیاه، فروتس بسکت، آنساتسو کیوشیتسو، کابوی بیباپ، توکیو غول و کد گیاس و بسیاری دیگر را تحت پروانه منتشر کرده‌است.
فانیمیشن توسط شرکت Navarre Corporation در ۱۱ مه ۲۰۰۵ خریداری شد؛ در آوریل ۲۰۱۱، فانیمیشن به گروهی از سرمایه گذاران Fukunaga به مبلغ ۲۴ میلیون دلار فروخته شد. از سال ۲۰۱۷ تا ۲۰۱۹، سونی پیکچرز (از طریق سونی پیکچرز تلویژن) دارای ۹۵٪ سهام این شرکت بود و از سال ۲۰۱۹ سونی این شرکت را از طریق سرمایه‌گذاری مشترک بین دو واحد خود اداره می‌کند.